# Andrzej Trybulec

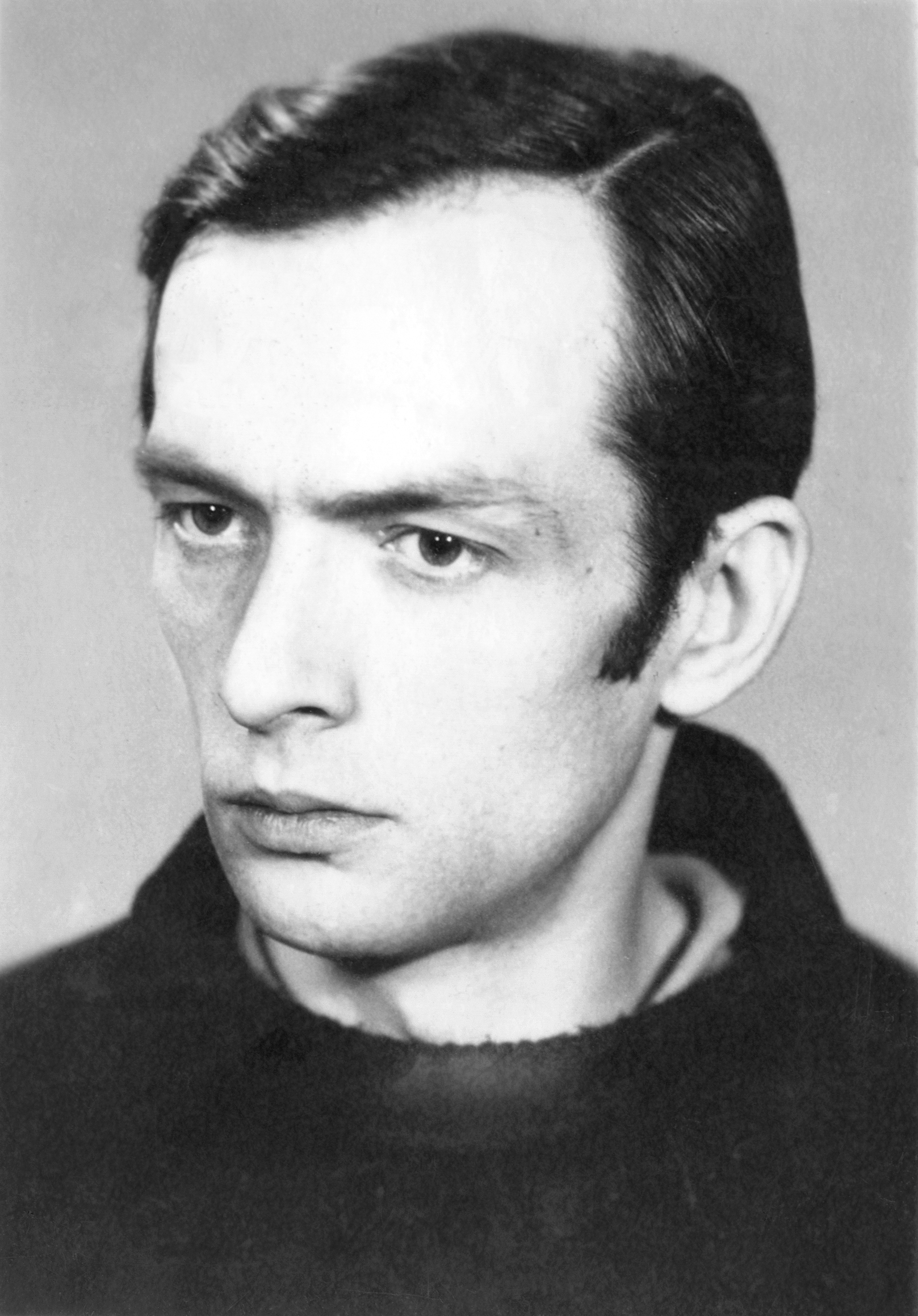
Andrzej Trybulec (um 1974)

Andrzej Wojciech Trybulec (* 29. Januar 1941; † 11. September 2013) war ein polnischer Mathematiker. Er war der Initiator und Entwickler des Mizar-Systems.
Seine hauptsächlichen Interessenfelder waren Computer oriented formalization of mathematics (computergestützte Formalisierung von Mathematik), Computerlinguistik und die Semantik von Programmiersprachen.

## Leben
Trybulec wurde als Sohn von Jan W. und Barbara H. Trybulec geboren und wuchs in Danzig auf.
Er studierte Mathematik an der Universität Warschau und schloss sein Studium 1966 mit dem Master-Grad ab. 1974 wurde er zum Dr. der Mathematik promoviert, der Titel seiner Dissertation war On the Movable Continua.

## Wissenschaftliche Karriere
Von 1964 bis 1966 hatte er einen Lehrauftrag am Lehrstuhl für Geometrie und anschließend bis 1967 am Institut für Mathematik der Universität Warschau.
Von 1967 bis 1971 war er Assistenzprofessor an der Technischen Universität in Warschau. 1971 kehrte an die Universitat Warschau an das Institute of Library and Information Science zurück.
Im September und Oktober 1973 war er Gastdozent am Institute of Scientic and Technical Information (VINITI) in Moskau, wo er zum ersten Mal die Ideen über eine Maschinenlesbarkeit von mathematischen Texten diskutierte.
Seit 1978 bis zu seinem Tod lehrte er als Professor am Institute of Computer Science  der Universitat Bialystok, unterbrochen von einer Gastprofessur (1984–1985) am Computer Science & Engineering Dept. der Universität Connecticut in Storrs.
Trybulec war Begründer und Entwickler von Mizar und Gründer der Mizar Mathematical Library (MML), der weltweit größten Sammlung strikt formalisierter Mathematik.

## Familie
Trybulecs Schwester Krystyna Kuperberg, sein Schwager Włodzimierz Kuperberg (* 1941) und deren Sohn Greg Kuperberg (* 1967) sind alle bekannte Mathematiker.

## Publikationen
Trybulec veröffentlichte eine Reihe von Aufsätzen, die meisten davon sind in der Zeitschrift Formalized Mathematics erschienen.
- Andrea Asperti, Grzegorz Bancerek, Andrzej Trybulec (Hrsg.): Mathematical Knowledge Management: Third International Conference, MKM 2004, Bialowieza, Poland. Springer, New York 2004. ISBN 978-3-540-23029-8

## Auszeichnungen
- Golden Medal of Merit of Warsaw Province, 1978.
- Silver Order of Merit, (Verdienstorden der Volksrepublik Polen), 1978.
- Golden Order of Merit (Verdienstorden der Volksrepublik Polen), 1988.
- Sleszynski Prize, Mizar Users Assoc., 1994 (mit Yatsuka Nakamura)
- Kapica Medal, Russische Akademie der Naturwissenschaften,  1995[5]